# Gaius Bruttius Crispinus

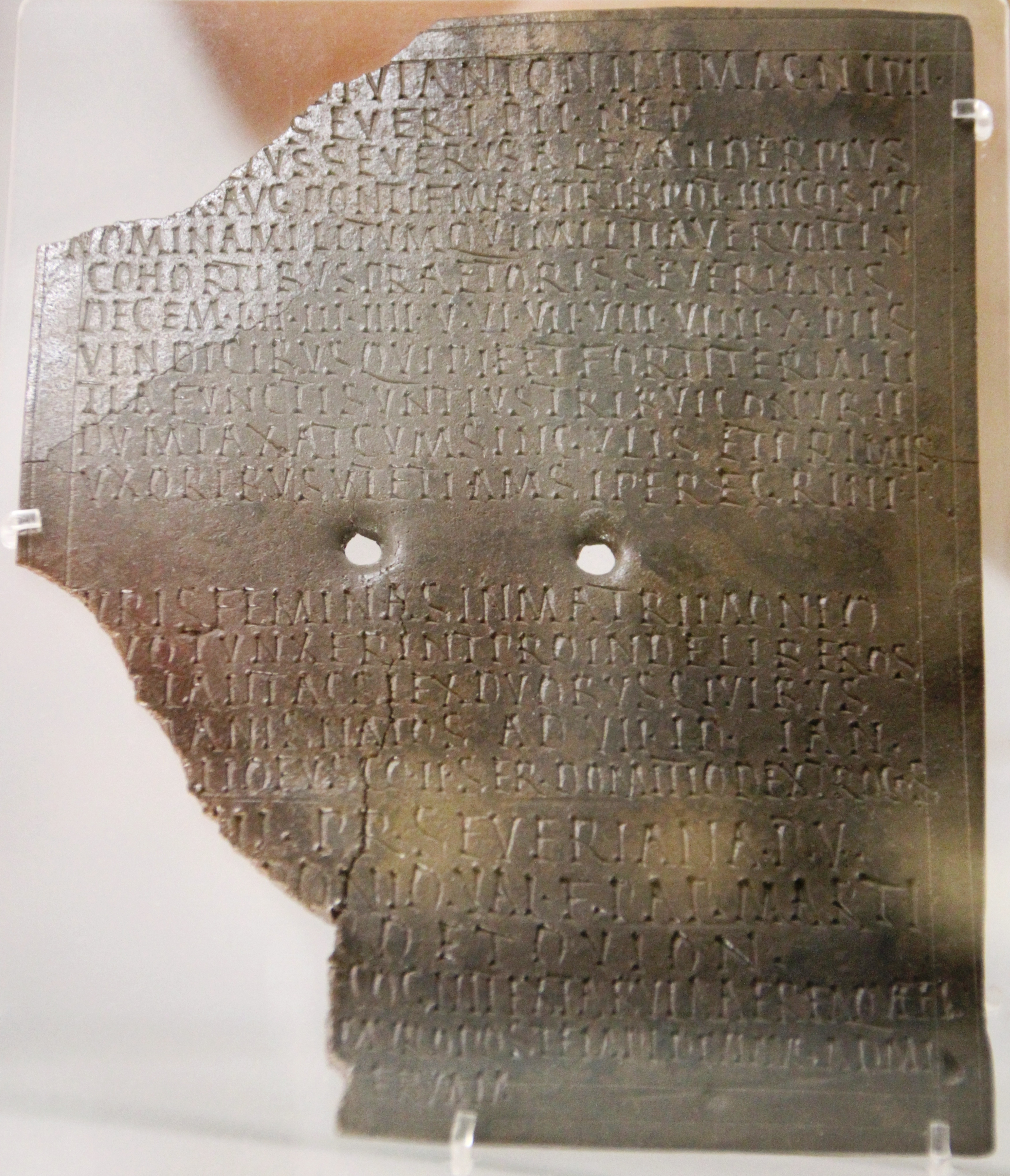
Das Militärdiplom von 224 n. Chr.

Gaius Bruttius Crispinus war ein im 3. Jahrhundert n. Chr. lebender römischer Politiker.
Durch ein Militärdiplom, das auf den 7. Januar 224 datiert ist, ist belegt, dass Crispinus 224 zusammen mit Appius Claudius Iulianus ordentlicher Konsul war.